# كوينسي أنتيباس
كوينسي أنتيباس (بالإنجليزية: Quincy Antipas)‏ (20 أبريل 1984 بهراري في زيمبابوي - ) هو لاعب كرة قدم زيمبابوي في مركز الهجوم. شارك مع منتخب زيمبابوي لكرة القدم. أما مع النوادي، فقد لعب مع نادي المغرب التطواني ونادي المغرب الفاسي ونادي بروندبي ونادي سوندرييسكه ونادي كابس يونايتد وMotor Action F.C. ‏ ونادي كويه ‏ وJammerbugt FC ‏ وHobro IK ‏.

## وصلات خارجية
- كوينسي أنتيباس على موقع الاتحاد الدولي (مؤرشف)  (الإنجليزية)
- كوينسي أنتيباس على موقع الاتحاد الأوربي (الإنجليزية)
- كوينسي أنتيباس على موقع قاعدة بيانات كرة القدم.إي يو (الإنجليزية)
- كوينسي أنتيباس على موقع ناشيونال فوتبول تيمز (الإنجليزية)
- كوينسي أنتيباس على موقع Soccerway.com (الإنجليزية)